# Staffan Stockenberg
Staffan Stockenberg, född 14 september 1931 i Sundbyberg, Sverige, död 20 maj 2019, var en svensk tennisspelare aktiv på nationell elitnivå under 1950-talet . 
Stockenberg tillhörde skiktet strax under den översta svenska eliten under 1950-talet företrädd av spelare som Lennart Bergelin, Sven Davidson, Torsten Johansson, senare också Ulf Schmidt. Stockenberg vann ett svenskt mästerskap i herrsingel utomhus (1954) och en dubbeltitel (1950 tillsammans med Nils Rohlsson).   
Som junior nådde Stockenberg betydande framgångar och vann två säsonger i följd juniorsingeltiteln i Wimbledonmästerskapen (1948-49). Han vann fem gånger svenska juniormästerskapstiteln (1945-49).   
Stockenberg deltog i det svenska Davis Cup-laget 1953 och 1955. Han spelade två matcher, båda gångerna mot ett italienskt lag. Han båda förlorade matcherna, 1953 mot Giuseppe Merlo och 1955 mot Fausto Gardini, den senare matchen gällde europafinal i Milano. Italien vann det mötet med 4-1 i matcher. . 
Stockenberg växte upp i Djursholm dit hans tennisintresserade familj flyttat 1940 . Som framgångsrik junior var Stockenberg regelbundet inbjuden att spela tennis med kung Gustaf V och efter 1950 med kung Gustaf VI Adolf.
Stockenbergs spelstil kännetecknades av ett säkert baslinjespel, men hans serve och volley var inte av samma klass.